# Roy Jacobsen
Roy Jacobsen (Oslo, 26 dicembre 1954) è uno scrittore e sceneggiatore norvegese.

## Biografia
Membro della Norwegian Academy for Language and Literature, Roy Jacobsen è cresciuto in un sobborgo di Oslo situato nella Groruddalen Valley. Ha avuto numerosi impieghi, anche dopo il debutto come scrittore nel 1982. Il suo esordio editoriale avviene nel 1982, con la pubblicazione della collana di racconti Fangeliv (in inglese Prison Life), vincitrice del premio Tarjei Vesaas' debutantpris. A partire dal 1990 è diventato scrittore a tempo pieno. Nel 1989 Jacobsen, che vive a Oslo, vince il prestigioso Norwegian Critics Prize for Literature e due dei suoi romanzi vengono nominati per il Nordic Council's Literature Prize: Seierherrene (in inglese The Conquerors) nel 1991 e Frost nel 2004. The Burnt-Out Town of Miracles viene pubblicato in Inghilterra nel 2008. Essendosi rivelato parte di questa alta società, va da sé che Jacobsen è stato scelto per scrivere la biografia di Trygve Bratteli, l'allora primo ministro del Partito Laburista (1995).
Tra il 1979 e il 1986 ha vissuto presso la proprietà della madre a Solfjellsjøen nel comune di Dønna, nella contea Nordland, nella Norvegia settentrionale; sia le origini della madre, sia la sua stessa educazione a Groruddalen sono i temi centrali di Seierherrene, il suo romanzo di svolta pubblicato nel 1991. Questo romanzo ha raccontato al pubblico norvegese, forse più chiaramente di ogni altra opera narrativa, il fenomeno, conosciuto nella cultura norvegese come "the great class journey" – l'ascesa sociale fatta da una grossa porzione della popolazione norvegese nell'arco di poche generazioni, durante il ventesimo secolo. Vengono narrate dalla prospettiva di una famiglia, attraverso due generazioni, le condizioni di vita dell'uomo comune in Norvegia negli ultimi ottanta anni. Il romanzo mostra la straordinaria velocità con cui una società basata su un innato e rigido sistema di agricoltura e il proletariato si è trasformata in una società post-industriale, di formazione tecnologica e di benessere, che offre infinite opportunità, e al contempo dona un nuovo senso di identità a molti dei suoi cittadini.

### Saga dei Barrøy
- Gli invisibili (De Usynlige) (2013), Milano, Bompiani, 2018 traduzione di Ingrid Basso ISBN 9788845296673 ; Milano, Iperborea, 2022, traduzione di Maria Valeria D'Avino
- Mare bianco (Hvit Hav), (2015), Milano, Iperborea, 2023, traduzione di Maria Valeria D'Avino
- Rigels øyne, 2017
- Bare en mor, 2020

## Filmografia
- Valhalla Rising - Regno di sangue (2009) regia di Nicolas Winding Refn (co-sceneggiatore)

## Premi
- Tarjei Vesaas' debutantpris 1982, per Fangeliv
- Cappelenprisen 1987
- Notabeneprisen 1988
- The Norwegian Critics Prize for Literature|Kritikerprisen 1989, per Det kan komme noen
- Bokhandlerprisen 1991, per Seierherrene
- Scheiblers legat 1991
- Ivar Lo-prisen 1994
- Oslo bys kunstnerpris 1994
- Riksmålsforbundets litteraturpris 2003
- Gyldendalprisen 2005
- Ungdommens kritikerpris 2006